# Experian
Experian plc est une entreprise irlandaise cotée à la Bourse de Londres (EXPN), et figurant parmi les sociétés du FTSE 100. Elle commercialise dans le monde entier des données et des outils de gestion de la relation client, particulièrement orientés sur le risque de crédit, la prévention de la fraude, le ciblage des offres marketing et l'automatisation de la prise de décision.

## Historique
Experian est créée en Grande-Bretagne en 1996, de la fusion du britannique CCN Group et des américains TWR Information Systems & Services et Direct Marketing Technologies.  Implantée en France dès 1996, Experian s'y tant par croissance interne qu'externe, en achetant une dizaine de sociétés dans les domaines du risque, du marketing et de l'externalisation des moyens de paiement et back-offices.
En 1998, Experian rachète la SSII SG2, filiale de la Société générale. SG2 est présente en France et en Italie et emploie 1 400 personnes,. 
En 2000, Experian abandonne les activités d'infogérance, regroupant 300 salariés, acquises auprès de SG2 pour les céder à Steria.
Son actionnaire unique depuis 1996, le groupe GUS (Great Universal Store), décide de le mettre en bourse le 11 octobre 2006. Experian intègre d'emblée le FTSE 100. 
En 2008, Experian France réduit la voilure de ses activités en France en cédant ses activités d'externalisation des processus clients (qui représentent 1600 salariés  dans les activités du traitement des moyens de paiement, de la gestion documentaire, des plates-formes d'intermédiation et des services mobiles) à une filiale de La Poste. Experian cède également son activité de paiement électronique (qui représente 400 collaborateurs). À l'issue de la réorganisation de ses activités, Experian ne compte plus que 250 salariés en France, contre 2250 salariés avant ces opérations.
En mars 2018, Experian annonce l'acquisition de ClearScore pour 275 millions de livres. Cette acquisition est abandonnée en février 2019, en raison de l'opposition des autorités de la concurrence.
En 2021, Experian France réduit ses effectifs de 50 à 8 personnes.

## Principaux actionnaires
Au 20 janvier 2019:
| Fidelity Management & Research                      | 3,50% |
| The Vanguard Group                                  | 2,81% |
| BlackRock Investment Management (UK)                | 2,29% |
| Jupiter Asset Management                            | 2,21% |
| Massachusetts Financial Services                    | 1,98% |
| Invesco Advisers                                    | 1,97% |
| Baillie Gifford & Co.                               | 1,93% |
| Morgan Stanley Investment Management                | 1,81% |
| Capital Research & Management Co. (World Investors) | 1,80% |
| FIL Investment Advisors                             | 1,77% |

## Activité
L'entreprise emploie environ 17 000 personnes dans 39 pays et dispose d’un siège social à Dublin en Irlande, et de sièges opérationnels à Nottingham au Royaume-Uni, à Costa Mesa en Californie, et à São Paulo au Brésil.

### En France
Aujourd'hui, Experian en France regroupe les entités : 
- Experian Marketing Services, dont la mission vise à fournir aux spécialistes du marketing des conseils en stratégie ainsi que des solutions de gestion et analyse de données clients, de ciblage, d'optimisation de budget et de gestion de campagnes marketing cross-canal, revendu en 2017.
- Experian Decision Analytics, qui apporte à ses clients des outils d'aide à la décision, de prévention des fraudes, de gestion opérationnelle du recouvrement et de gestion de portefeuilles clients.
- Experian pH, dont la mission est d'aider les professionnels à identifier des opportunités business en apportant son expertise du marché BtoB français, grâce à des études de marchés, du conseil en gestion de risque et des fichiers de données BtoB. Entité fermé en 2019.

## Faille de sécurité
En octobre 2015 une faille de sécurité concernant les serveurs d'Experian est révélée. Experian s'est fait dérober les données personnelles concernant 15 millions de clients de T-Mobile US. Les données dérobées sont des données sensibles mais n'incluent pas les données bancaires des clients. Le piratage s'est effectué durant la première quinzaine de septembre 2015. Les personnes concernées sont les clients de T-Mobile US qui ont demandé le financement d'un équipement durant les deux dernières années,. De nombreuses class-action ont été initiées à l'encontre Experian ainsi que T-Mobile à la suite de cet incident mettant en cause la sécurité des données hébergées sur les serveurs d'Experian et de ses filiales,.